# Груичич, Даница
Даница Груичич (серб. Даница Грујичић; род. 30 августа 1959, Титово-Ужице, Югославия) — сербский врач, политический и государственный деятель. Министр здравоохранения Сербии с 26 октября 2022 по 2 мая 2024 года. Профессор (2009).

## Биография
Родилась в 1959 году в городе Ужице в Народной Республике Сербия в Федеративной Народной Республике Югославия.
Окончила среднюю школу в Москве в 1976 году. Там же начала получать медицинское образование. В 1982 году окончила медицинский факультет Белградского университета. В 1987 году защитила магистерскую диссертацию, а в 1996 году — докторскую диссертацию. 
В 1983 году прошла обязательную медицинскую интернатуру. С 1984 года работала в клинике нейрохирургии Клинического центра Сербии (КЦС) в Белграде. В 1989 году закончила специализацию по нейрохирургии. С 2007 по 2015 год — заведующая отделением нейроонкологии клиники нейрохирургии КЦС. С 2015 года по октябрь 2022 года — заведующая Центром нейроонкологии КЦС. С 9 мая 2019 года по октябрь 2022 года исполняла обязанности директора Института онкологии и радиологии Сербии.
В 2001—2009 годах — заведующая кафедрой подготовки специалистов по нейрохирургии и заведующая учебной базой Института нейрохирургии по специальности «Хирургия». С 2004 по 2021 год была координатором курса «Основы клинической практики», а также заместителем заведующего кафедрой хирургии по регулярным занятиям на медицинском факультете Белградского университета. В 2009 году стала профессором медицинского факультета Белградского университета. С 2015 по 2021 год была заведующей кафедрой хирургии, став первой женщиной на этой должности. С 2018 по 2021 год занимала должность заместителя декана по здравоохранению медицинского факультета Белградского университета. В настоящее время является заместителем декана по финансам медицинского факультета.
С 2014 года является председателем Правительственной комиссии по контролю за психоактивными веществами. С 2017 года — председатель Ассоциации нейроонкологов Сербии. 
С 2018 года — председатель общества Сербии по борьбе с раком. Является одним из инициаторов создания межведомственной координационной комиссии по выявлению последствий агрессии НАТО в 1999 году для окружающей среды и здоровья граждан Сербии, сформированной в 2018 году, но так и не приступившей к работе. Среди обозначенных причин проблем — применение боеприпасов с обеднённым ураном, загрязнение рек Лепеница и Дунай. В 2021 году общество Сербии по борьбе с раком опубликовало монографию «Истина о последствиях натовской бомбардировки Сербии в 1999 году» (Истина о последицама НАТО бомбардовања Србије 1999. године), редакторами которой выступили доктор Зорка Вукмирович (Зорка Вукмировић) и Даница Груичич.
В 2020 году награждена Орденом Звезды Карагеоргия 2-й степени.
26 октября 2022 года назначена министром здравоохранения Сербии в правительстве под руководством Аны Брнабич.
Является автором и соавтором более 300 профессиональных и научных работ.